# Francisque-Célestin Ract-Brancaz
Francisque-Célestin Ract-Brancaz, francoski general, * 23. september 1881, † 2. februar 1953.